# لؤا (أسطورة)
لؤا (بالإنجليزية: Lowa)‏ إله الخلق في ميكرونيزيا (اسم يطلق على مجموعة جزر متعددة تقع في المحيط الهادي الغربي شرق الفلبين منها جزر ماريانا، وجزر مارشال... إلخ) وتقول الأسطورة إن أول رجل وامرأة خرجا من ساقه. وأنجب أول الموجودات البشرية طفلين حاول أحدهما أن يقتل والده، فهبط الوالد إلى الأرض وأخرج من ساقه ولدين آخرين أصبح أصغرهما ساحرا عظيما.